# True Beauty
True Beauty (hangul: 여신강림; RR: Yeosin-gangnim) är en sydkoreansk TV-serie. Den sändes på tvN från 9 december 2020 till 4 februari 2021. Moon Ga-young, Cha Eun-woo, Hwang In-youp och Park Yoo-na spelar i huvudrollerna.

## Handling
Den 18-årige gymnasieelever Lim Ju-kyung, som har ett underlägsenhetskomplex beträffande sitt utseende, har ständigt diskriminerats av sin familj och mobbats av sina kamrater på grund av att uppfattas som ful. Hon börjar lära sig att använda smink genom att titta på sminkhandledningsvideor på Internet. När hon behärskar konsten precis innan hon flyttar till sin nya skola, visar sig hennes makeover vara transformativ när hon snabbt stiger till berömmelse och hennes kamrater kallar henne en "gudinna".

## Rollista (i urval)
- Moon Ga-young som Lim Ju-kyung
- Cha Eun-woo som Lee Su-ho
- Hwang In-youp som Han Seo-jun
- Park Yoo-na som Kang Su-jin